# Brachyopa diversa

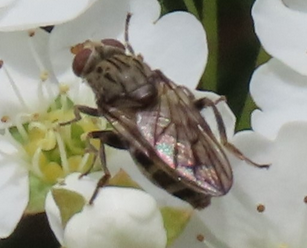
Een Brachyopa diversa op een bloem

Brachyopa diversa is een vliegensoort uit de familie van de zweefvliegen (Syrphidae). De wetenschappelijke naam van de soort is voor het eerst geldig gepubliceerd in 1917 door Johnson.